# Obertrübenbach
Obertrübenbach ist ein Kirchdorf und eine Gemarkung im Oberen Bayerischen Wald und ein Gemeindeteil der fünf Kilometer nordwestlich gelegenen Stadt Roding im Landkreis Cham.
Das Ortsbild ist besonders geprägt durch gruppiert stehend Höfe und eine intensive Begrünung, weswegen der Ort in den 1980er Jahren mehrfach Preise beim Wettbewerb „Unser Dorf soll schöner werden“ gewann. Die Gemarkung Obertrübenbach umfasst knapp 580 Hektar, davon sind 60 im Besitz der Filialkirchenstiftung.

## Geschichte
Die Ursprünge des Ortes gehen auf das Ministerialengeschlecht der Trübenbecker oder Trübenbacher zurück. Dieses tritt 1160 mit „Tagobert von Trübenbach“ in einer Klosterurkunde von Reichenbach erstmals in Erscheinung.
Am 1. Juli 1971 wurde die bis dahin selbständige Gemeinde, bestehend aus dem Hauptort Obertrübenbach, Brunnhof, Dachshof, Elend, Haidhof, Hochbrunn, Tannhof und Untertrübenbach, in die Stadt Roding eingegliedert.

## Ehemalige Filialkirche St. Peter und Paul

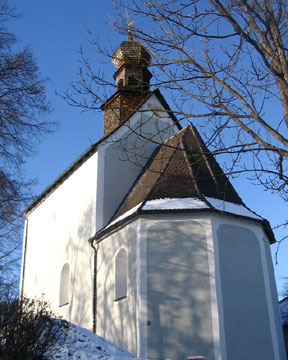
Kirche St. Peter und Paul in Obertrübenbach

Die im Ursprung romanische Kirche St. Peter und Paul war wohl ursprünglich Teil der Obertrübenbacher Burg, die heute vollständig niedergelegt ist. Bis in das 19. Jahrhundert hinein war sie durch eine Quadermauer mit zwei Toren zu erreichen, heute steht sie frei an einem Abhang. Erstmals wurde St. Peter und Paul bereits im Jahr 1391 als Filiale der Pfarrei Roding erwähnt.
Es handelt sich um eine sogenannte Romanische Landkirche mit profanem Obergeschoss, errichtet in der zweiten Hälfte des 12. Jahrhunderts. Ähnliche Anlagen finden sich in Wilchenreuth, Schönkirch, Hof bei Oberviechtach, Schönfeld bei Wald, Harting und Barbing bei Regensburg.
Das Obergeschoss diente vermutlich als Pilgerherberge oder Zufluchts-/Asylort für einen beschränkten Kreis von Personen. Jedoch war sie kein Wehrkirche oder Kirchenburg, die der Ortsverteidigung dienten. Zu ersterer fehlen die notwendigen Verteidigungseinrichtungen wie Schießscharten, zu letzterer der bewehrte Mauerring und die exponierte Lage.
Der wohl ursprüngliche Rechteckchor der Kirche wurde in der Zeit der Gotik durch einen dreiseitigen, innen verschliffenen Apsidenchor abgelöst. Hier finden sich zwei schmale Lanzettfenster mit Maßwerknasen zur Seite. Vier der innen seitlich geschrägten Fenster sind erhalten, ansonsten bestehen spätere Durchbrüche in Form von Rundbogenfenstern.
Der tonnengewölbte Raum trägt eine Westempore, die gleiche Wölbung zeigt sich in dem durch einen runden Gurtbogen getrennten Chor.
Im Gewölbe über der Westempore befindet sich die Einstiegsöffnung zum Obergeschoss in ursprünglicher Quadereinfassung. Das etwa 3 m hohe Obergeschoss ist durch einen allseitigen Mauerrücksprung vergrößert. Die in 2 m Höhe der Seitenwände befindlichen Balkenlöcher weisen auf ein weiteres Obergeschoss hin, welches möglicherweise im Rahmen der Gotisierung der Kirche wieder aufgelassen wurde.
Die ursprüngliche Gesamthöhe des Kirchenbaus betrug um die 10 m. Die Mauern an der Basis sind ca. 2 m dick. Die Innenausstattung ist eher karg und ausnahmslos jüngeren Datums. Der rechte Seitenaltar zeigt den Heiligen Petrus, auf dem Haupt trägt er die Tiara als Insignium des Papsttums, in der Hand den Kreuzstab. Die Madonna des linken Seitenaltars erinnert an mittelalterliche Darstellungen einer Königin. Zu beachten sind auch der Kreuzweg und die Barockorgel.
Bei der Außenrenovierung (1977–1979) wurde der Granitquaderbau mit einem neuen Verputz versehen, der verschindelte Zwiebeldachreiter stammt aus dem 18. Jahrhundert. Bei jüngster Restaurierung bis 2008 wurde der Innenraum, der als Sakralraum nicht mehr benötigt wird, historisierend neu gestaltet und zu einem kleinen Museum umgewandelt.

## Katholische Filialkirche St. Peter und Paul
Diese Kirche ist ein Neubau des 20. Jahrhunderts mit Eckrustika. Da in der romanischen Kirche nur 70 Sitzplätze zur Verfügung standen, wurde in den Jahren zwischen 1935 und 1937 diese neue Filialkirche der Pfarrei Roding unter demselben Patrozinium errichtet.
Ihr Hauptaltar von 1708 aus der alten Filialkirche zeigt gewundene Säulen mit Weintrauben und Akanthusranken, das Altarblatt Maria mit Jesus- und Johannesknaben (18. Jahrhundert, aus der ehemaligen Schlosskapelle Wetterfeld), der Auszug über dem Altarblatt stellt die Heilige Dreifaltigkeit, Vater, Sohn und den Heiligen Geist, dar. Links vom Hochaltar steht die Figur des heiligen Leonhard, mit zerbrochener Kette und Abtsstab, als einer der Vierzehn Nothelfer. Rechts erkennt man die Statue des hl. Sebastian, des von Pfeilen durchbohrten Pestheiligen. Die Orgel stammt aus dem 18. Jahrhundert, die Kreuzwegbilder von 1768.